# Жаростойкость
Жаростойкость (окалиностойкость) — сопротивление металла окислению при высоких температурах.
Начальная стадия окисления — чисто химический процесс, однако, дальнейшее течение окисления — уже сложный процесс, заключающийся не только в химическом соединении кислорода и металла, но и диффузии атомов кислорода и металла через многофазный окисленный слой. При плотной плёнке скорость нарастания окалины определяется скоростью диффузии атомов сквозь толщину окалины, что в свою очередь зависит от температуры и строения окисной плёнки.
Повышение жаростойкости достигается главным образом введением в сталь хрома, а также алюминия и кремния, то есть элементов, находящихся в твёрдом растворе и образующих в процессе нагрева защитные плёнки оксидов.

## Количественные характеристики
Количественными характеристиками жаростойкости являются:
- увеличение массы испытуемого образца за счёт поглощения металлом кислорода;
- уменьшение массы после удаления окалины с поверхности образца,

отнесённые к единице поверхности и ко времени проведения испытания. Одновременно учитывается состояние поверхности образца (изделия), которое при одинаковых количественных характеристиках может быть качественно разным.